# Hey, DJ
«Hey, DJ» es una canción de la boy band latinoamericana CNCO. Existe una versión en pop y una en versión reguetón con la colaboración del cantante puertorriqueño Yandel. La remezcla en espanglish de la versión pop fue con Meghan Trainor y Sean Paul, cuyo audio oficial se publicó el día 8 de noviembre de 2018, mientras el videoclip el 16 de dicho mes y año. La primera versión fue lanzada el 4 de abril de 2017, mientras que la segunda (la de reguetón) fue lanzada dos días después, el 6 de abril, a través de Sony Music Latin. El vídeo se presentó el 28 de abril. La versión reguetón fue la n.º 1 en varios países.

## Lista de canciones
- Descarga digital[1]

1. "Hey, DJ" (Versión pop) – 3:06

- Descarga digital[2]

1. "Hey, DJ" (con Yandel) – 3:25
2. "Hey, DJ" (con Meghan Trainor y Sean Paul) - 3:23

## Presentaciones en vivo
La banda interpretó «Hey, DJ» con Yandel por primera vez en televisión en los Billboard Latin Music Awards de 2017, donde ganaron tres premios, incluyendo Mejor Artista Nuevo.

## Posicionamiento en listas
| Listas (2017)                         | Mejor posición |
| ------------------------------------- | -------------- |
| Argentina (Monitor Latino)            | 3              |
| Bolivia (Monitor Latino)              | 1              |
| Chile (Monitor Latino)                | 7              |
| Colombia (National-Report)            | 33             |
| Ecuador (Monitor Latino)              | 7              |
| El Salvador (Monitor Latino)          | 9              |
| Guatemala (Monitor Latino)            | 2              |
| América Latina (Monitor Latino)       | 7              |
| México - Airpaly (Billboard)          | 3              |
| Panamá (Monitor Latino)               | 4              |
| Paraguay (Monitor Latino)             | 3              |
| Perú (Monitor Latino)                 | 5              |
| España (PROMUSICAE)                   | 6              |
| Uruguay (Monitor Latino)              | 2              |
| EE. UU. - Hot Latin Songs (Billboard) | 14             |
| EE. UU. - Latin Pop Songs (Billboard) | 5              |

## Certificaciones
| País           | Organismo certificador | Certificación      | Ventas  | Ref.   |
| -------------- | ---------------------- | ------------------ | ------- | ------ |
| Argentina      | CAPIF                  | 2× Platino         | 40,000  | [ 20 ] |
| Estados Unidos | RIAA                   | 7× Platino (Latin) | 420,000 | [ 21 ] |
| España         | PROMUSICAE             | 3× Platino         | 120,000 | [ 22 ] |
| Italia         | FIMI                   | Oro                | 25,000  | [ 23 ] |
| México         | AMPROFON               | Diamante           | 300,000 | [ 24 ] |